# Tàu buôn

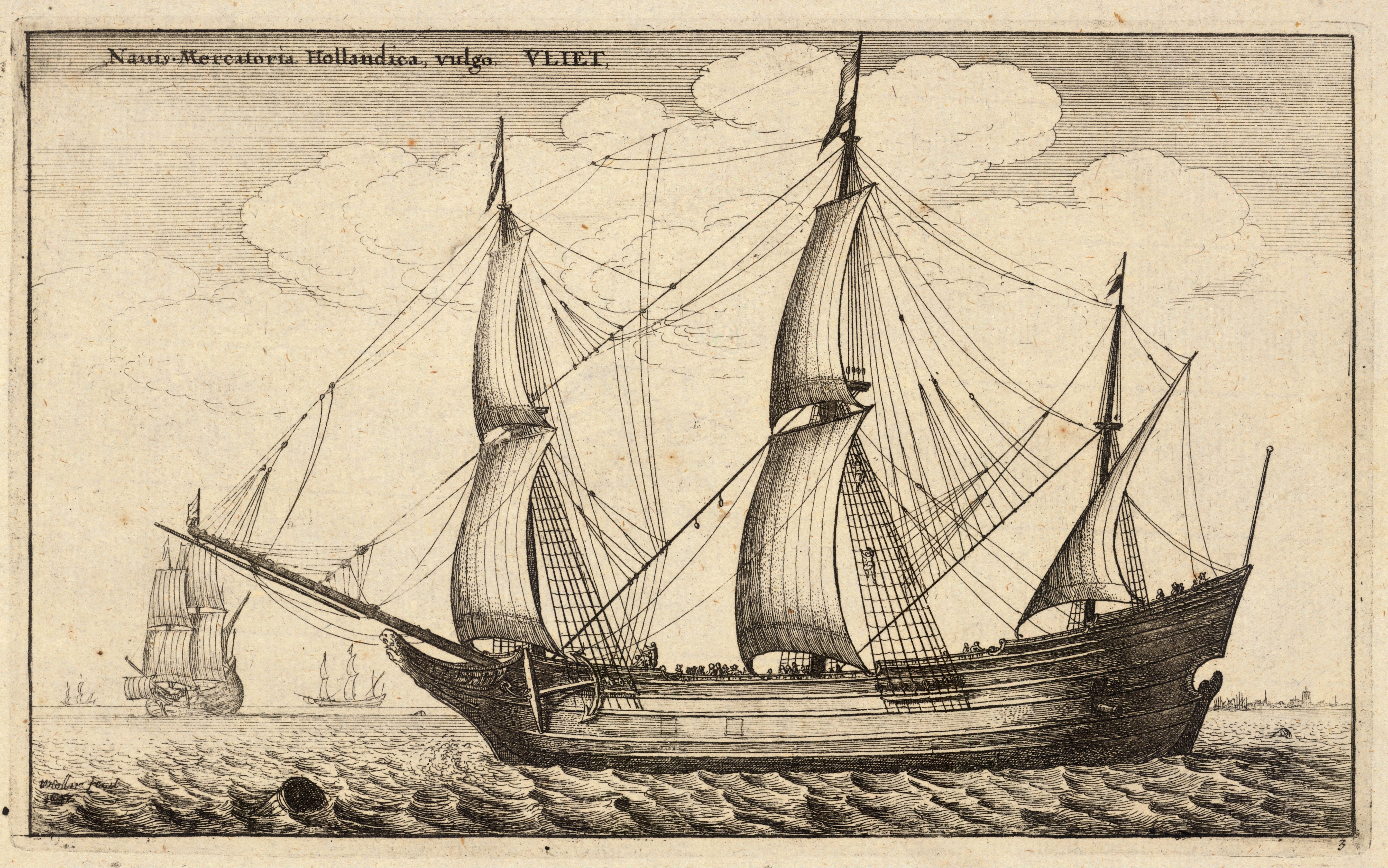
Tàu buôn trong lịch sử: một tàu chở hàng kiểu fluyt của Hà Lan vào cuối thế kỷ 17

Tàu buôn, tàu thương mại hay thương thuyền là loại phương tiện đường thủy được sử dụng để vận chuyển hàng hóa hoặc chở hành khách dưới hình thức dịch vụ kinh doanh thương mại. Tàu buôn trái ngược với du thuyền vốn thường được sử dụng cho mục đích giải trí cá nhân và tàu hải quân chỉ sử dụng cho mục đích quân sự.
Tàu buôn có nhiều kích cỡ và hình dạng, ví dụ như thuyền bơm hơi chở thợ lặn dài 6 m (20 ft) ở Hawaii, tàu sòng bạc casino với sức chứa 5.000 hành khách trên sông Mississippi, tàu kéo chạy dọc vịnh cảng New York, tàu chở dầu và tàu container dài 300 m (1.000 ft) tại các cảng lớn, tàu ngầm chở khách ở vùng biển Caribe.
Nhiều tàu buôn treo cờ của quốc gia không phải là quê hương của chủ tàu, chẳng hạn như thường treo cờ Liberia và Panama, bởi vì đó là những quốc gia có luật hàng hải thuận lợi hơn các nước khác.
Hiện nay, đội tàu của Hàng hải Thương gia Hy Lạp chiếm khoảng 16% tổng tải trọng tàu buôn thế giới; khiến nó trở thành đội tàu buôn quốc tế lớn nhất thế giới, mặc dù không phải là đội tàu lớn nhất trong lịch sử.
Trong chiến tranh, tàu buôn có thể được sử dụng làm lực lượng hỗ trợ cho hải quân bằng cách vận chuyển quân nhân, trang thiết bị và nguyên vật liệu.

## Định nghĩa
Thuật ngữ "tàu thương mại" được Tuần duyên Hoa Kỳ định nghĩa là bất kỳ thuyền hoặc tàu nào tham gia vào hoạt động giao thương buôn bán hoặc hoạt động dịch vụ chở khách.
Trong tiếng Anh, thuật ngữ "Merchant Navy" mà không cần giải thích gì thêm thường được dùng để chỉ Hải đội Thương gia Anh; Đội tàu buôn Hoa Kỳ được gọi là Hàng hải Thương gia Hoa Kỳ.

## Tiền tố tên gọi
Tên của tàu buôn có các tiền tố để giúp nhận biết đó là loại tàu nào:
- CS = Tàu đặt cáp ngầm (Cable Ship/Cable layer)
- LNG = Tàu chở khí tự nhiên hóa lỏng (Liquefied Natural Gas)
- LPG = Tàu chở khí dầu mỏ hóa lỏng (Liquefied Petroleum Gas)
- MFV = Tàu đánh bắt hải sản có động cơ (Motor Fishing Vessel)
- MS = Tàu có động cơ (Motorship)
- MSV = Tàu dự phòng có động cơ (Motor Stand-by Vessel)
- MT = Tàu chở dầu hoặc Tàu kéo (Motor Tanker/Motor Tug)
- MV = Tàu buôn/Tàu có động cơ (Motor/Merchant Vessel)
- MY = Du thuyền có động cơ (Motor Yacht)
- NS = Tàu hạt nhân (Nuclear Ship)[4]
- RMS = Tàu chở thư Hoàng gia (Royal Mail Ship)
- RRS = Tàu Nghiên cứu Hoàng gia (Royal Research Ship)
- RV = Tàu nghiên cứu (Research Vessel)
- SS = Tàu hơi nước (Steam Ship)
- SV = Thuyền buồm (Sailing Vessel)

## Phân loại tàu buôn

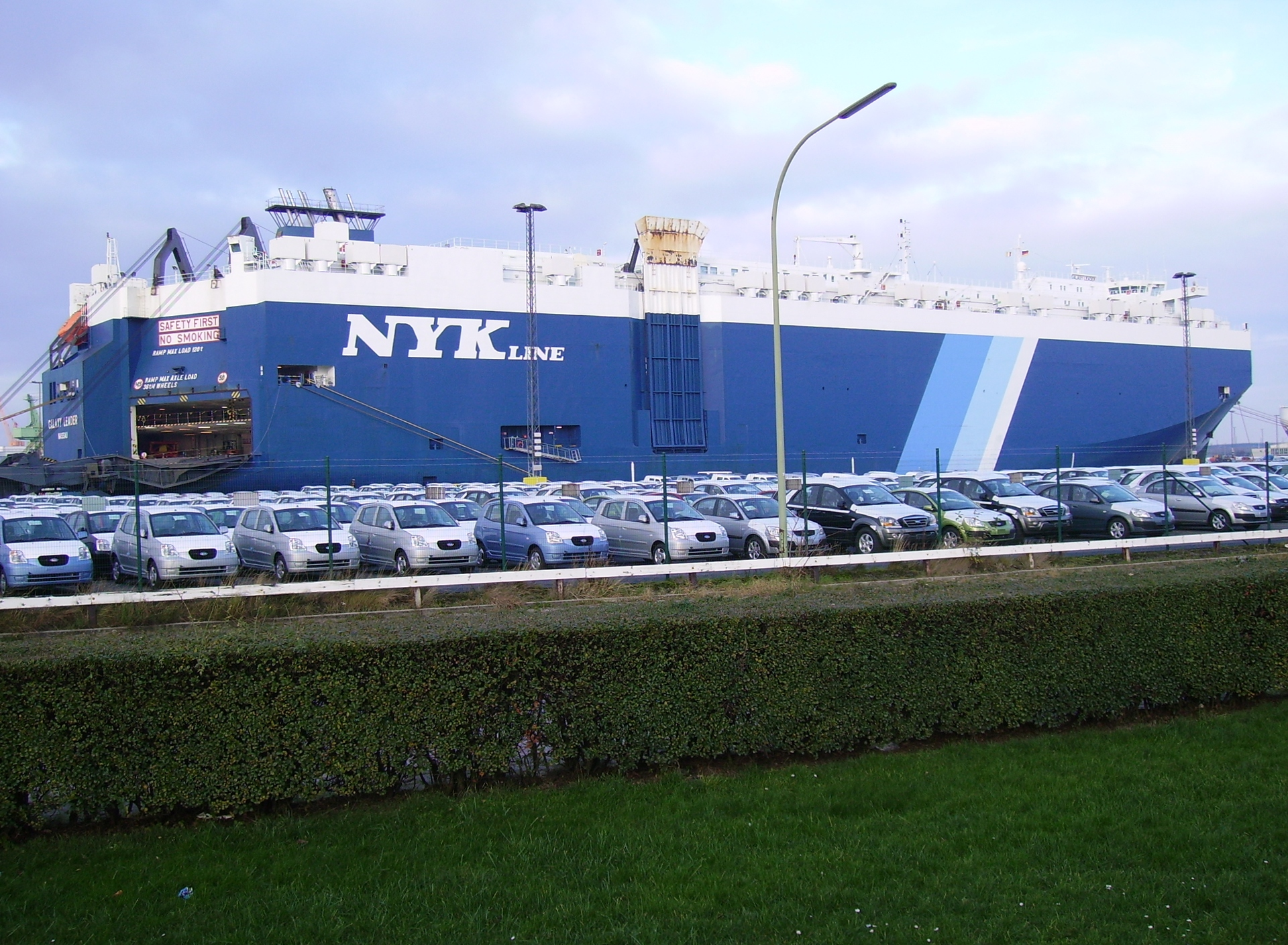
Tàu Roll-on/roll-off Galaxy Leader

Đánh giá của UNCTAD về vận tải hàng hải đã phân loại tàu như sau: tàu chở dầu, tàu chở hàng rời (và kết hợp), tàu chở hàng tổng hợp, tàu container, và "các loại tàu khác" bao gồm "tàu chở khí dầu mỏ hóa lỏng, tàu chở khí tự nhiên hóa lỏng, tàu chở hóa chất, tàu chở hàng lỏng chuyên dụng, tàu chở hàng đông lạnh, tàu tiếp tế ngoài khơi, tàu kéo, tàu nạo vét, tàu du lịch, phà, tàu không chở hàng khác". Tàu chở hàng tổng hợp bao gồm "tàu dự án và đa năng, tàu chở hàng Roll-on/roll-off".

### Tàu chở hàng

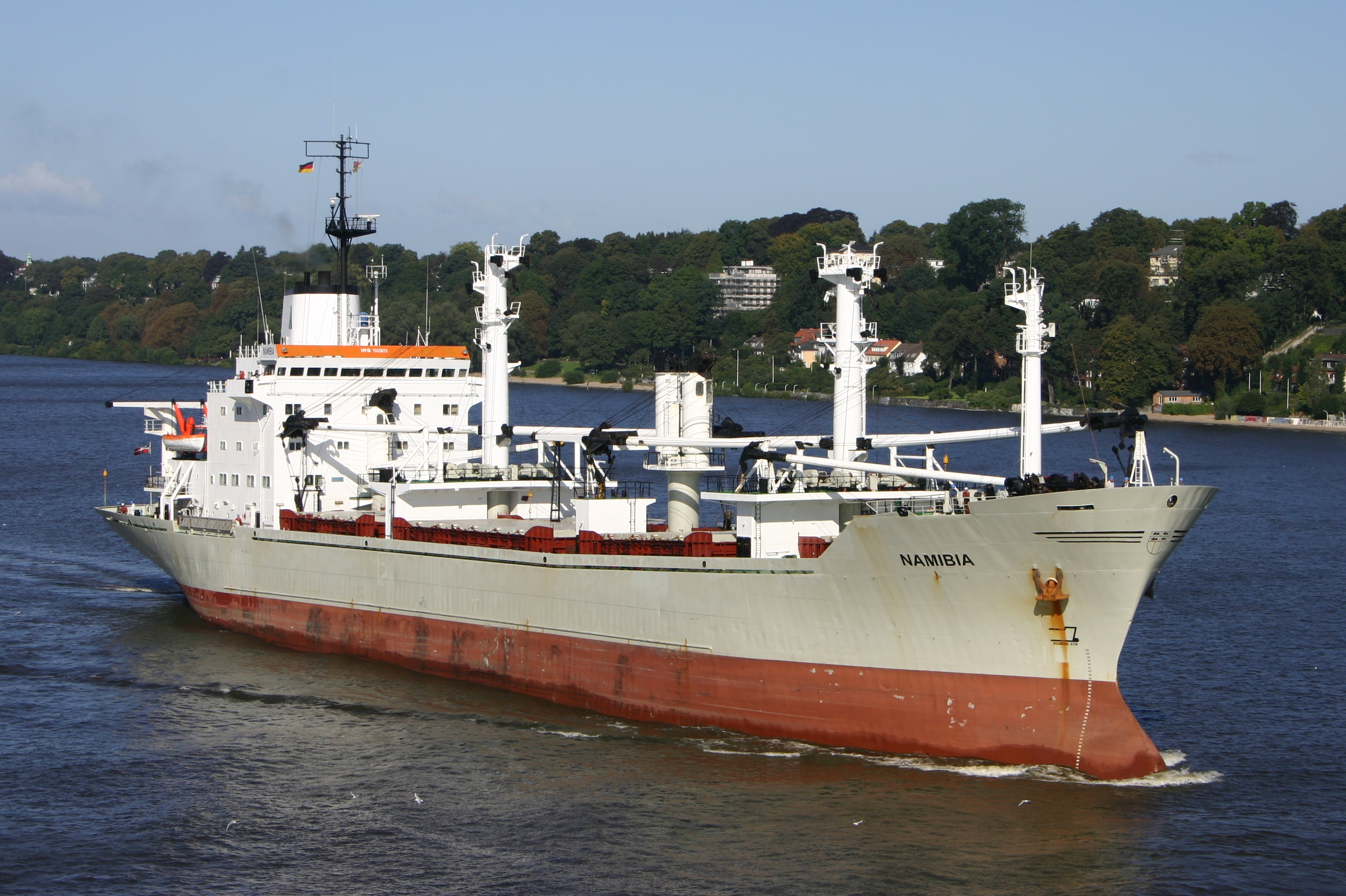
Tàu chở hàng tổng hợp Namibia

Tàu chở hàng là bất kỳ loại tàu thủy nào được sử dụng để chở hàng hóa và nguyên vật liệu từ cảng này sang cảng khác. Trên thế giới mỗi năm có hàng ngàn tàu vận tải hàng hóa miệt mài đi lại khắp các vùng biển và đại dương; chúng xử lý phần lớn hoạt động thương mại quốc tế. Tàu chở hàng thường trang bị cần cẩu có nhiều kích cỡ và các cơ cấu khác để bốc dỡ hàng.

#### Tàu chở hàng rời

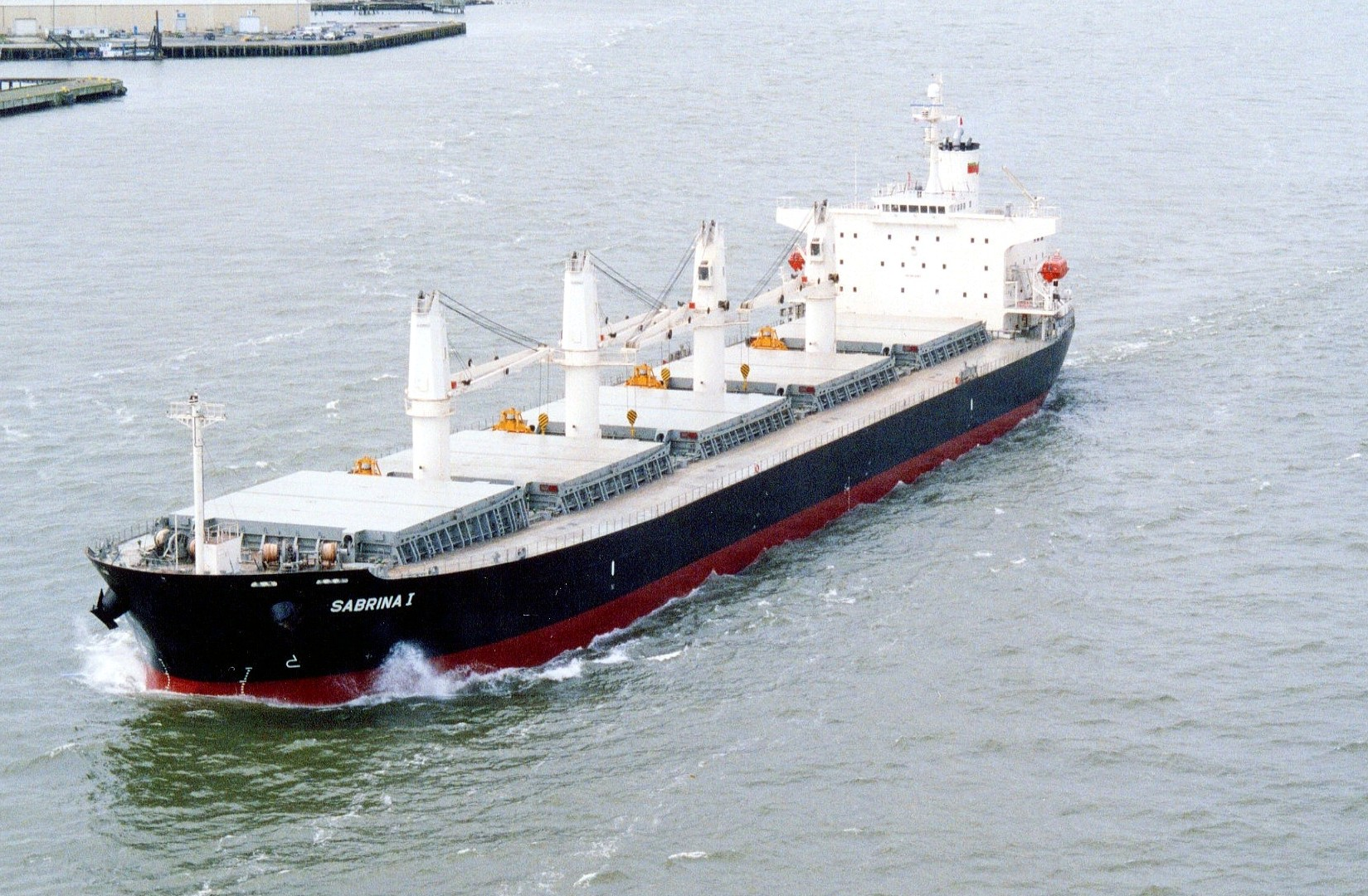
Tàu chở hàng rời Sabrina I

Tàu chở hàng rời là tàu thủy dùng để vận chuyển các mặt hàng rời như quặng sắt, bô xít, than đá, xi măng, ngũ cốc và các loại hàng hóa tương tự. Có thể nhận biết tàu chở hàng rời thông qua các cửa sập đậy những khoang chứa hàng lớn ở trên boong, nó được thiết kế để trượt ra ngoài hoặc gập về phía trước và sau để bốc hoặc dỡ hàng. Kích thước của tàu chở hàng rời thường được xác định bởi cảng và tuyến đường biển mà nó phục vụ cũng như chiều rộng tối đa của kênh đào Panama. Hầu hết các hồ nước trên thế giới đều quá nhỏ để có thể chứa tàu chở hàng rời, ngoại trừ Ngũ Đại Hồ và tuyến đường biển St. Lawrence ở Bắc Mỹ, nơi một đội tàu chở hàng trên hồ đã hoạt động liên tục trong hơn một thế kỷ.

#### Tàu container

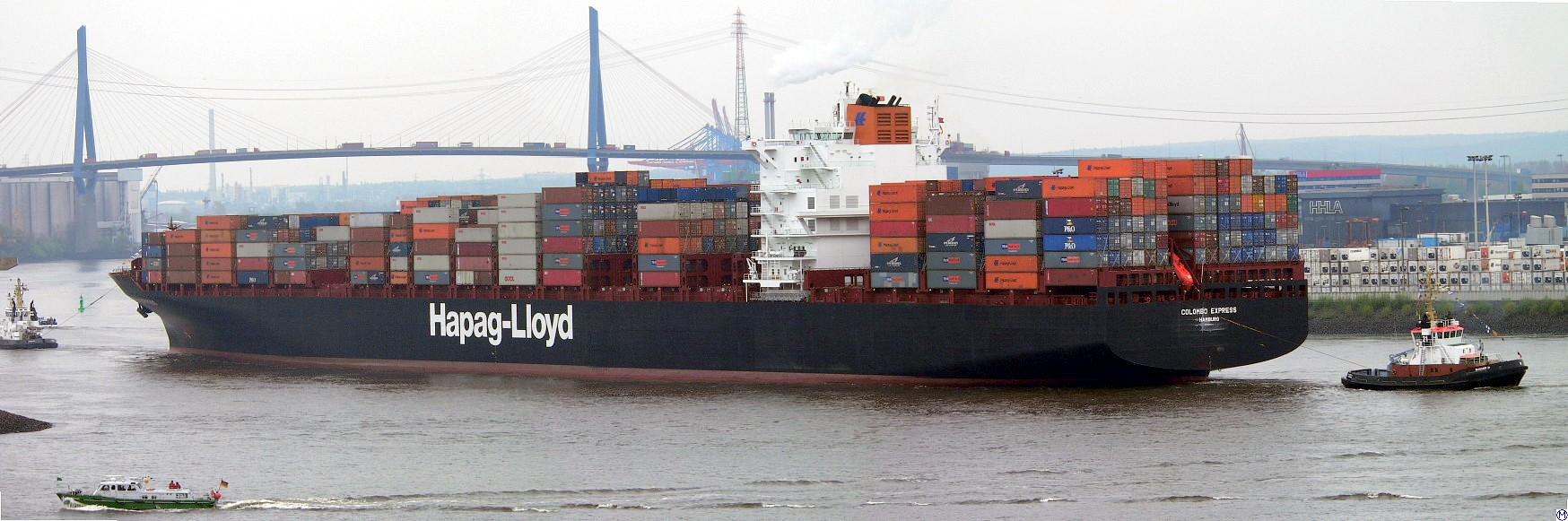
Tàu container Colombo Express

Tàu container là tàu chở hàng, trong đó hàng hóa được chứa trong các container tiêu chuẩn hóa, theo một kỹ thuật gọi là container hóa. Những con tàu này là phương tiện phổ biến của vận tải hàng đa phương thức thương mại.

#### Tàu chở hàng lỏng

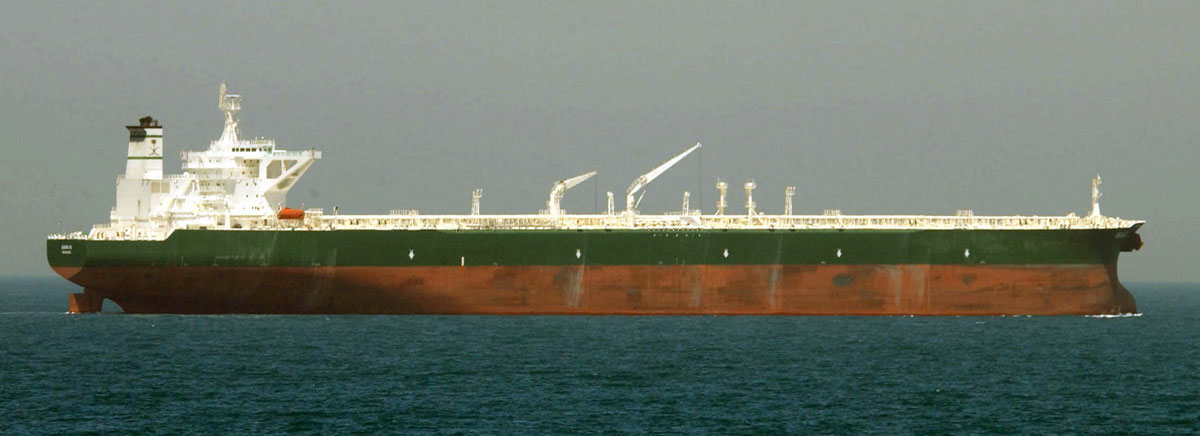
Siêu tàu chở dầu thô AbQaiq

Tàu chở hàng lỏng là tàu thủy được thiết kế để vận chuyển chất lỏng với số lượng lớn. Loại tàu này có kích thước từ vài trăm tấn để phục vụ các bến cảng nhỏ và khu định cư ven biển, cho đến vài trăm ngàn tấn để phục vụ vận chuyển tầm xa. Những sản phẩm được vận chuyển bằng tàu chở hàng lỏng gồm có:
- Các sản phẩm hydrocarbon như dầu mỏ, LPG và LNG
- Các loại hóa chất như amoniac, clo và monome styren
- Nước ngọt
- Rượu

Các sản phẩm khác nhau yêu cầu cách xử lý và vận chuyển khác nhau, do đó nhiều loại tàu chở hàng lỏng đặc biệt đã được chế tạo, ví dụ: tàu chở hóa chất, tàu chở dầu, tàu chở khí và tàu chở hydro.
Trong số các loại tàu chở dầu, siêu tàu chở dầu được thiết kế để vận chuyển dầu từ Trung Đông đến khu vực xung quanh Sừng châu Phi. FSO Knock Nevis là siêu tàu chở dầu ULCC lớn nhất thế giới, trước đây được gọi là Jahre Viking (Seawise Giant). Nó có trọng tải 565.000 tấn và dài khoảng 458 m (1.500 ft). Việc sử dụng những con tàu lớn như vậy trên thực tế không mang lại nhiều lợi nhuận, do không thể khai thác hết công suất chở hàng; do đó, việc sản xuất chế tạo siêu tàu chở dầu hiện đã chấm dứt. Các tàu chở dầu lớn nhất hiện nay xét về tổng tải trọng gồm có TI Europe, TI Asia, TI Oceania. Nhưng ngay cả với trọng tải 441.585 tấn và hoạt động liên tục trong hầu hết thời gian, chúng cũng không sử dụng quá 70% tổng công suất.
Ngoài vận chuyển bằng nhiều tuyến đường ống, tàu chở hàng lỏng là cách duy nhất để vận chuyển khối lượng dầu lớn, mặc dù loại tàu này đã gây ra thảm họa môi trường nghiêm trọng khi bị chìm gần các vùng ven biển và gây tràn dầu. Các ví dụ về tàu chở dầu có liên quan đến sự cố tràn dầu gồm có: Braer, Erika, Exxon Valdez, Prestige và Torrey Canyon.

#### Tàu buôn ven biển
Tàu buôn ven biển là những tàu nhỏ chở bất kỳ loại hàng hóa nào chạy dọc theo các tuyến đường biển ven bờ, thay vì xuyên đại dương. Loại tàu này có phần thân nhỏ, được sử dụng để giao thương buôn bán giữa các địa điểm trên cùng một hòn đảo hoặc lục địa. Thân tàu nhỏ cho phép chúng dễ dàng di chuyển qua các rạn san hô và đá ngầm, trong khi các tàu được thiết kế cho hoạt động thương mại vùng nước xanh thường có phần thân lớn hơn để vượt đại dương tốt hơn.

### Tàu chở khách

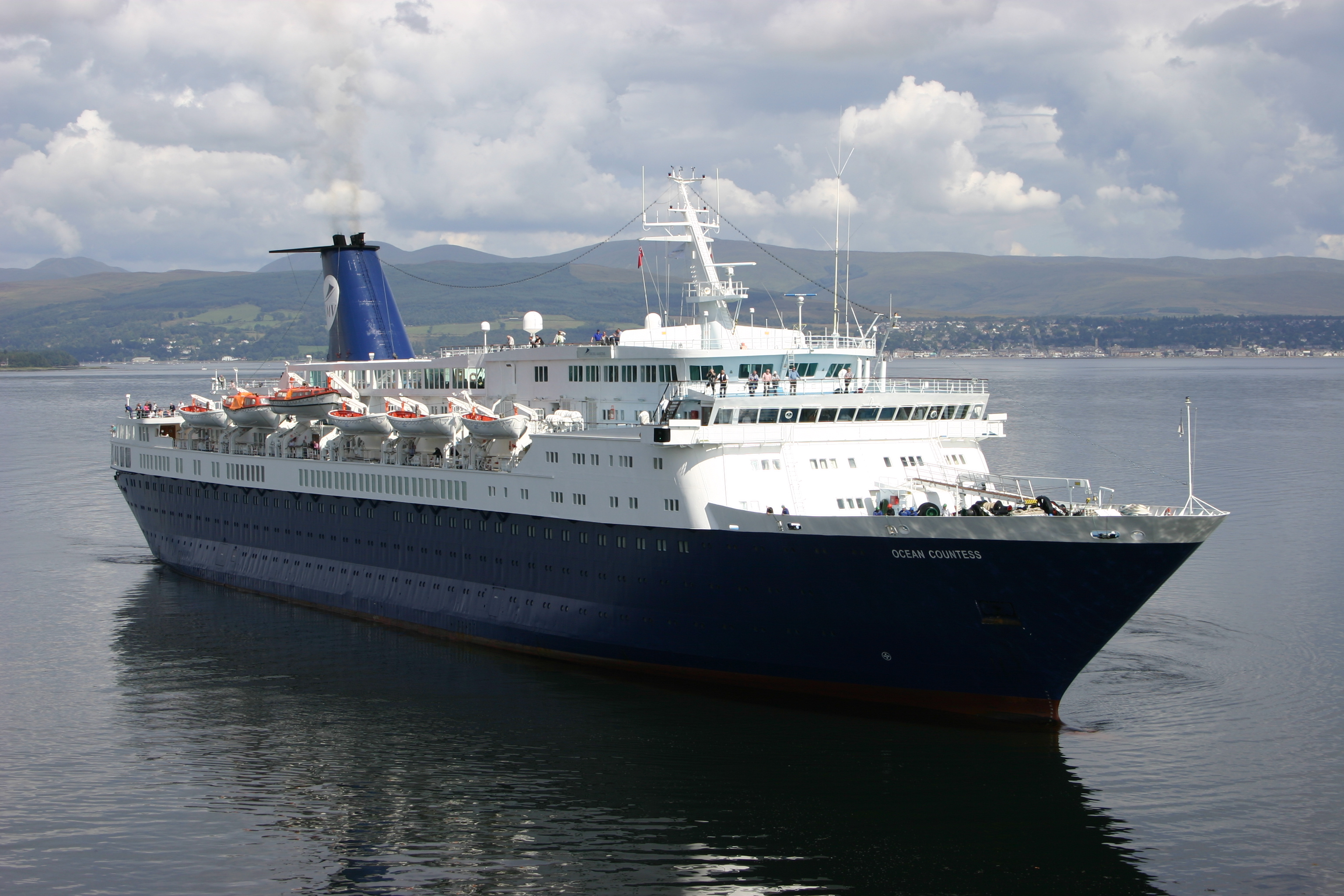
Tàu du lịch Ocean Countess

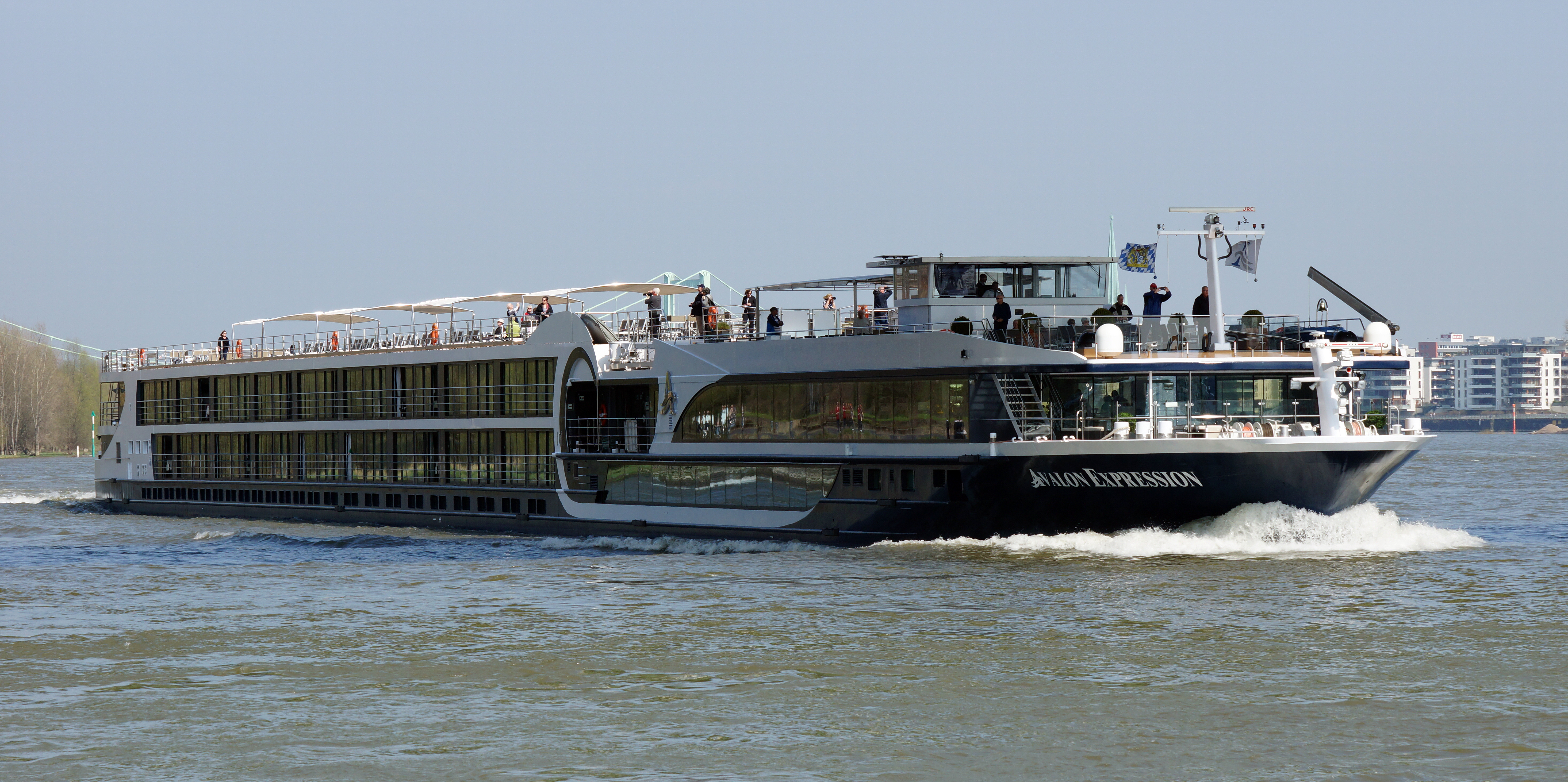
Tàu du lịch trên sông Avalon Expression

Tàu chở khách là tàu thủy dùng để chở hành khách. Phân loại tàu này không bao gồm tàu chở hàng có chỗ ở cho số lượng hành khách hạn chế, ví dụ như các tàu chở hàng 12 khách phổ biến trước đây, trong đó việc chở khách chỉ là phụ so với việc chở hàng. Tuy nhiên, trong phân loại tàu chở khách, có nhiều loại được thiết kế để chở số lượng lớn hành khách cũng như hàng hóa. Thật vậy, trước đây, hầu như tất cả tàu viễn dương đều có thể vận chuyển thư từ, đóng gói hàng, chuyển phát nhanh cũng như các loại hàng hóa ngoài hành lý của khách, chúng đều được trang bị khoang chứa hàng, cần cẩu cũng như nhiều thiết bị xử lý hàng khác. Cho đến gần đây, tàu viễn dương và hầu như tất cả tàu du lịch đời mới đã loại bỏ khả năng chở hàng. Phà là tàu thủy chở khách và đôi khi chở cả phương tiện cơ giới. Phà cũng được dùng để chở hàng hóa (chứa trong xe tải hoặc thùng container đặt trên sơ-mi rơ-mooc) hay thậm chí chở cả toa tàu hỏa (đối với phà chở tàu hỏa). Phà du lịch hiện đại có khoang chứa dành cho xe tải và xe cá nhân của khách.